# 光州東部警察署
光州東部警察署（クァンジュトンブけいさつしょ）は、光州地方警察庁所管の警察署である。

## 管轄区域
- 東区

## 沿革
- 1945年11月 - 光州警察署として開署。
- 1947年8月1日 - 3支署を光山警察署（現：光州光山警察署）に移管。
- 1956年1月1日 - 1支署を光山警察署から編入。1支署を光山警察署へ移管。
- 1957年11月6日 - 3支署を光山警察署から編入。
- 1963年1月1日 - 2支署を光山警察署に戻す。
- 1969年9月20日 - 西光州警察署（現：光州西部警察署）設置に伴い、管轄区域を変更。
- 1982年12月31日 - 庁舎完成。
- 1988年8月1日 - 光州警察署を東部警察署に変更。北部警察署（現：光州北部警察署）開署に伴い5派出所を移管。西部警察署（現:光州西部警察署）へ3派出所を移管。
- 1991年8月1日 - 光州東部警察署に改称。
- 2007年7月2日 - 光州地方警察庁に所属変更。

## 組織
- 警務課
- 生活安全課
- 刑事課
- 捜査課
- 情報保安課
- 警備交通課

## 管轄地区隊
- 錦南地区隊

## 管轄派出所
- 鶴瑞派出所
- 山水派出所
- 池元派出所
- 芝山派出所

## 管轄治安センター
- 忠壮治安センター